# Astaena micans
Astaena micans är en skalbaggsart som beskrevs av Frey 1973. Astaena micans ingår i släktet Astaena och familjen Melolonthidae. Inga underarter finns listade.